# 獅子會何德心小學
獅子會何德心小學（英語：Lions Clubs International Ho Tak Sum Primary School），為香港一所位於元朗區天水圍新市鎮的津貼小學，於1999年創立。

## 歷史
此校於1998年由獅子會港澳303區以「獅子會教育基金」法人名義申辦，並於同年7月獲分配現時校舍；同時，該會獲應屆城市獅子會會長何德心捐出250萬元籌建費，因而將新校冠名為「何德心小學」。同年10月17日，校舍舉行奠基儀式。
至1999年中，此校如期交付並正式開課，首年招收小一及小五學生，並於兩年後有首屆畢業生。

## 校舍
此校為一座1998年版小學靈活式校舍，佔地6,200平方米，設30間課室及各種特別室。校舍連同毗鄰的兩所中、小學，均由新福港承建，於1999年8月10日交付。
而自2019年起，此校亦為區議會天盛選區的指定投票站。
值得一提的是，此校與另外三間中、小學，均為香港主權移交後，首批交付立法會審議的新建校計劃之一，於1997年11月審議，隨後動工。

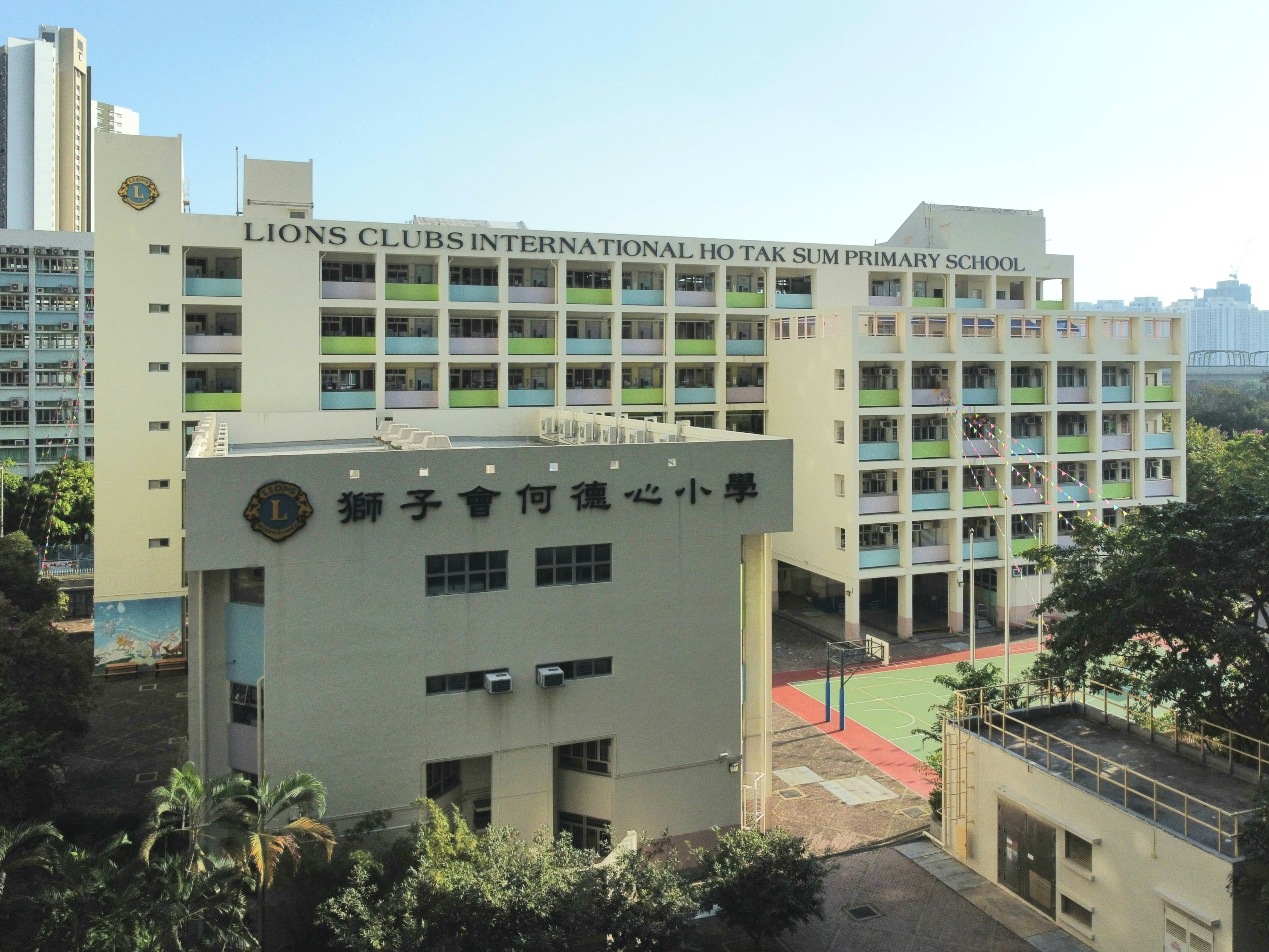
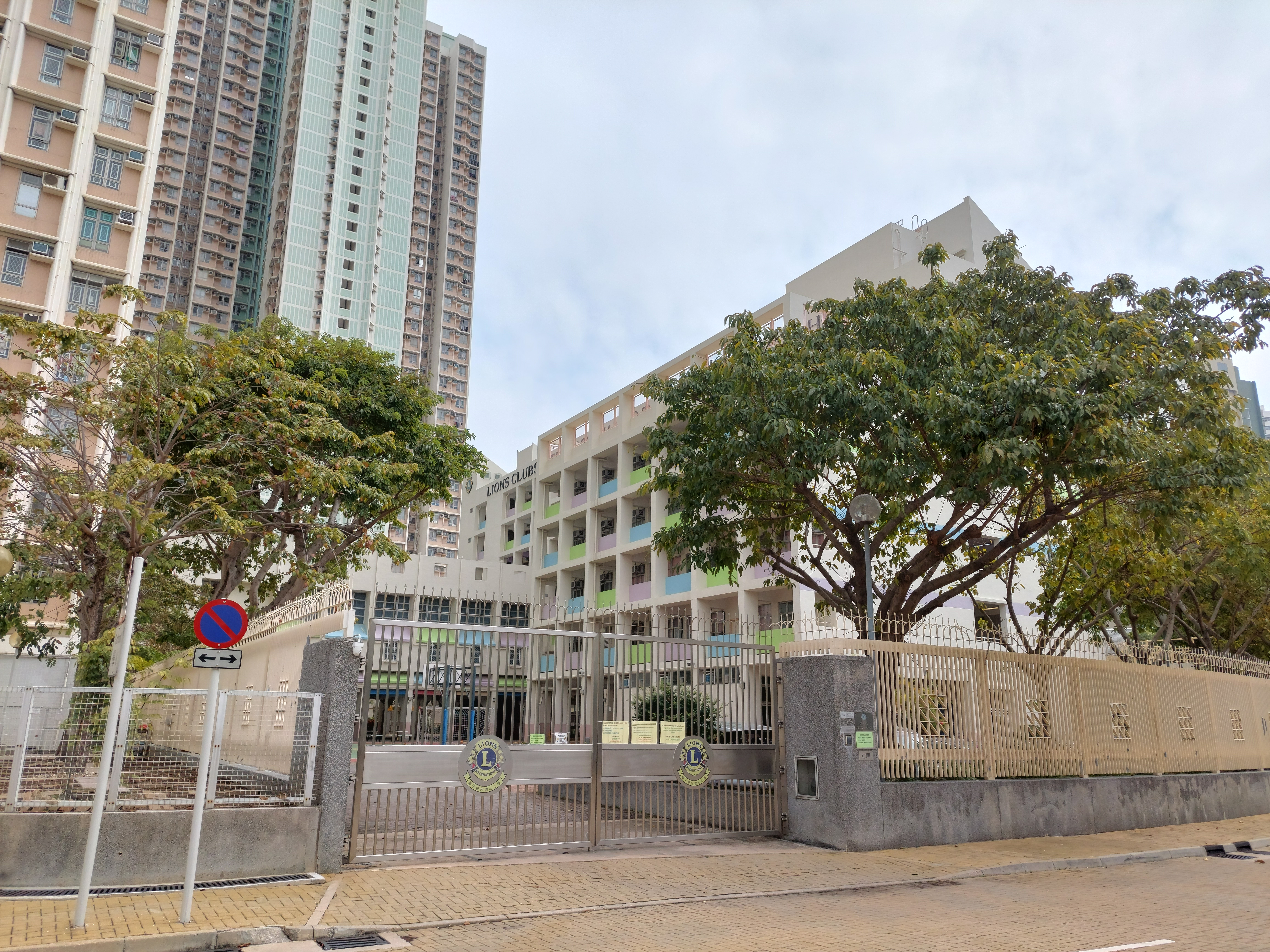
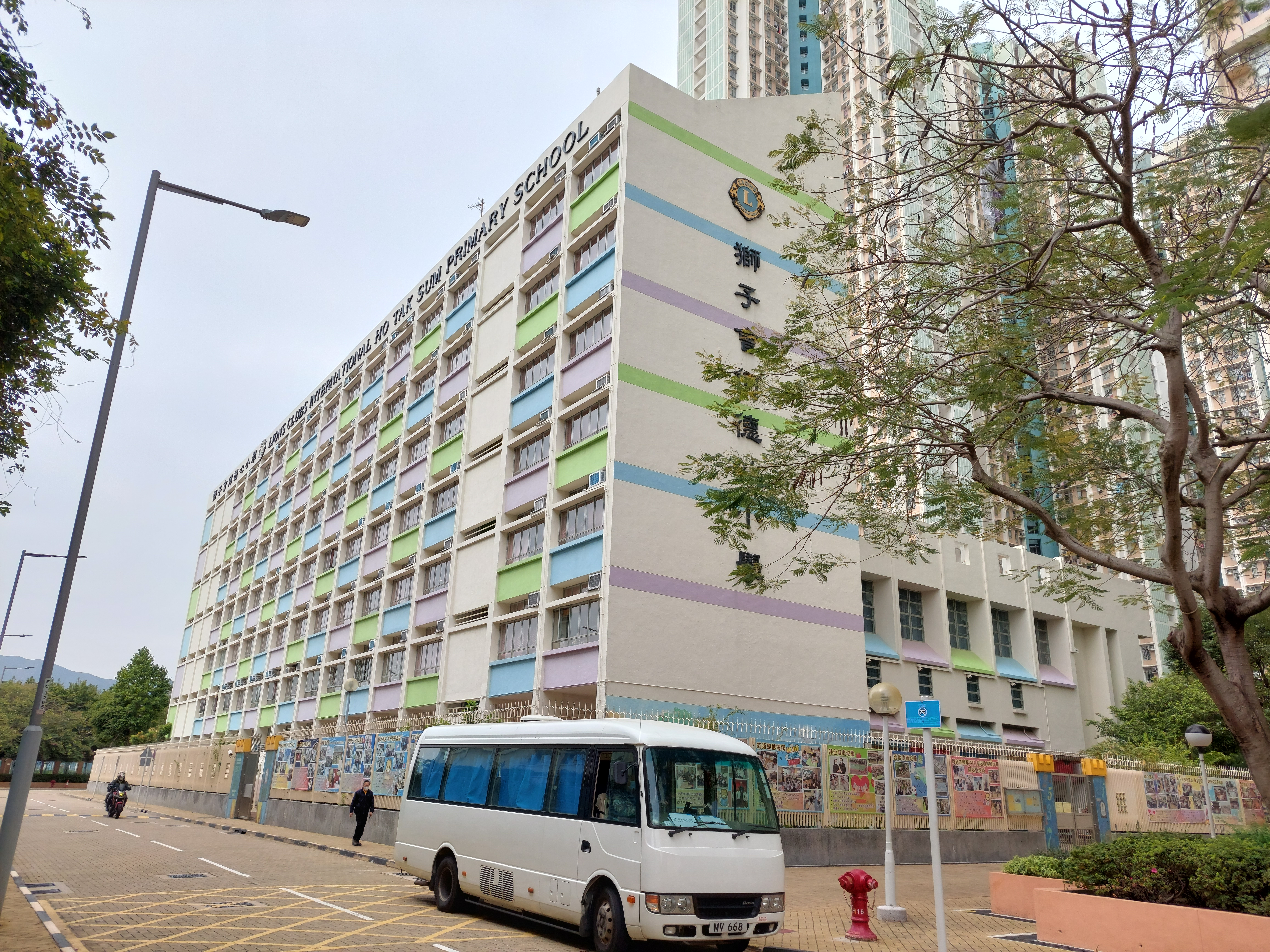

## 歷任管治人員

### 校監
- 黃鎮南先生（1999年-2000年，創校校監）
- 霍君榮先生（2000年-2003年）
- 吳國勝先生（2003年-2006年）
- 冼姵璇女士（2006年-2008年）
- 田熾先先生（2008年-2009年）
- 馬鏡澄先生（2009年-2012年）
- 梁麗貞女士（2012年-2017年）
- 羅詠逑女士（2017年-2019年）
- 簡有山先生（2019年-2021年）
- 陳婉儀女士（2021年-2023年）
- 蔡小平先生（2023年起，現任校監）

### 校長
- 陳慧萍女士（1999年-2021年，創校校長）
- 李文萱女士（2021年-2024年）
- 黃偉立先生（2024年起，現任校長）

## 軼事及事件
- 在此校校舍進行分配時，同區受元朗邨拆卸影響的元朗天主教小學亦有份競投。由於無法投得校舍，該校已於2000年停辦[11]。

## 註解
1. ↑  2023/2024學年數字[1]
2. ↑  另外兩座分別為元朗公立中學校友會鄧兆棠中學及伊利沙伯中學舊生會小學分校。
3. ↑  分別為嶺南中學、青松侯寶垣中學，以及鄰近此校的伊利沙伯中學舊生會小學分校。

## 外部連結
- 獅子會何德心小學官方網頁 （页面存档备份，存于）